# Nițchidorf
Nițchidorf là một xã thuộc hạt Timiș, România. Dân số thời điểm năm 2002 là 1584 người.